# Jón Dagur Thorsteinsson
Jón Dagur Thorsteinsson (Kópavogur, 26 november 1998) is een IJslands voetballer die speelt als flankaanvaller. Hij komt sinds augustus 2024 uit voor Herta BSC.

## Carrière
Thorsteinsson werd op jonge leeftijd gescout door het Engelse Fulham FC en kreeg er een contract. Na een uitleenbeurt bij het Deense Vendsyssel FF tekende Thorsteinsson een contract bij het Deense Aarhus GF. Na enkele seizoenen maakte hij in 2022 de overstap naar het Belgische OH Leuven.